# Victor Sauvage
 (octobre 2024).
Pour les articles homonymes, voir Sauvage (homonymie).
Victor Sauvage est une série télévisée française en trois téléfilms réalisés par Patrick Grandperret et diffusés du 19 avril 2010 au 20 juin 2011 sur TF1. Elle a aussi été diffusée en Suisse sur RTS 1 et en Belgique sur La Une.

## Synopsis
Victor Sauvage a parcouru le monde en soignant toutes sortes d'animaux. Pour se rapprocher de ses deux enfants, il accepte le retour au bercail et de gérer une réserve animalière. Il ne s'attend pas à retomber amoureux de son ex en revenant à la maison.

## Fiche technique
- Titre de la série : Victor Sauvage
- Réalisation : Patrick Grandperret
- Scénario : Marc Roux, Christiane Lebrima, Nadia Lakhdar
- Dialogue : Marc Roux, Christiane Lebrima, Raphaëlle Valbrune
- Musique : Frédéric Porte
- Directeur de production : Yves Dutheil
- Assistant réalisateur : Rodolphe Kriegel
- Montage : Corine Cahour, Dominique Galliéni
- Distribution des rôles : Sylvie Brocheré
- Ingénieur du son : Pascal Armant
- Régisseur général : Jean- Philippe Avenel
- Cheffe costumière : Elisabeth Lehuger Rousseau
- Cheffe maquilleuse : Ghizlaine Nejjar
- Cheffe coiffeuse : Dany Duval
- Dresseur animalier fauves : Thierry Le Portier
- Dresseur animalier chien-wallaby : Yvon Roumegous
- Pays :  France
- Genre : Comédie sentimentale
- Durée: 105 minutes (1h45)

## Distribution
- Jean-Luc Reichmann : Victor Sauvage
- Oriane Bonduel : Mathilde
- Dominique Guillo : Laurent Merrick
- Théo Chaulet : Baptiste Sauvage
- Louison Bergman : Zoé Sauvage
- Emmanuel Quatra : Henri
- Zara Prassinot : Audrey
- Isabelle Vitari : Julie
- Jan-Luc Delage : Steven
- Fatou N'Diaye : Farah
- Guillaume Cantillon : Georges
- Nicole Gueden : Mme Lestac
- Roch-Paul Andréi : Mr Clement
- Séverine Berthelot : Carine
- Thierry Chenavaud : l'animateur conférencier
- Nicolas Abraham :

## Épisodes

### Épisode 1:La jeune fille et le lion
- Diffusion le 19 avril 2010
- Audience : 6 950 000 téléspectateurs et 27,8 % de part d'audiences.
- Résumé : Après avoir bourlingué dans le monde entier pour s'occuper d'animaux sauvages, un père décide de se rapprocher de ses deux enfants devenus adolescents.

Après avoir passé vingt ans à parcourir le monde pour s'occuper d'animaux sauvages, Victor décide un beau jour de se rapprocher de Baptiste et Zoé, ses enfants âgés de 10 et 15 ans. C'est pourquoi il a accepté la proposition de son ami d'enfance, Laurent, qui consiste à reprendre la gestion de la réserve animalière de Paraclet. Victor se découvre toujours très sensible au charme de son ex épouse, Mathilde, qu'il n'a jamais cessé d'aimer. De son côté, si elle avait vraiment tourné la page, elle aurait demandé le divorce ? Ce qu'elle n'a pas fait. A moins qu'elle n'ait trouvé réconfort et tranquillité auprès d'Henri, le vieil ami toujours là quand il faut...

### Épisode 2:Poudre aux yeux
- Diffusion le 18 avril 2011
- Audience : 5 866 000 téléspectateurs et 22,5 % de part d'audiences.
- Résumé : C'est une dure semaine pour Victor Sauvage : d'un côté, Henri réclame la garde de Zoé et de Baptiste un week-end par mois (Henri étant le compagnon de Mathilde durant l'absence de Victor, Zoé et Baptiste étant les enfants de Victor), de l'autre, Laurent improvise un stage pour adolescents dans la réserve. De plus, Victor, qui n'avait pas assez de soucis avec la garde familiale et les problèmes de boulot, se voit confier par la police, des gibbons importés illégalement par des trafiquants, prêts à tout pour les récupérer. Victor en voit des vertes et des pas mûres…

### Épisode 3:La petite sœur des gorilles
- Diffusion le 20 juin 2011
- Audience : 4 557 000 téléspectateurs et 18 % de part d'audiences.
- Résumé : État d'urgence pour Victor Sauvage ! Les banquiers menacent de liquider la réserve, un chimpanzé est en danger car il refuse de s'alimenter et son épouse, Mathilde, souhaite revoir la garde de leurs enfants… Victor Sauvage, vétérinaire comportementaliste, est sur tous les fronts ! Un consultant mandaté par la banque arrive pour soi-disant redresser les finances et transformer la réserve en parc d'attractions... Mais avec l'intuition de Victor et l'aide de Florence Desrosiers, célèbre primatologue, ils vont tenter le tout pour le tout pour sauver la réserve !

### Une suite avortée, faute d'audience suffisante
À la suite de la baisse d'audience du second épisode de Victor Sauvage, TF1 hésite à produire de nouveaux épisodes. L'audience du troisième épisode, inférieure aux précédentes audiences est insuffisante par rapport aux objectifs de la chaîne. TF1 a décidé d'arrêter la série.

## Commentaires
- Grâce au personnage de Victor Sauvage, Jean-Luc Reichmann interprète son second rôle principal[3] dans une fiction après Le Monde est petit.

- Les épisodes sont tournés au Vigen, en Haute-Vienne, au parc du Reynou (renommé parc du Paraclet pour le film)[4].

- Les épisodes 2 et 3 ont été tournés à Limoges et les environs du 15 septembre au 22 octobre 2010 et du 22 novembre au 10 décembre 2010